# Опака
Опака (болг. Опака) — город в Болгарии, на левом берегу реки Черни-Лом (Кара-Лом). Находится в Тырговиштской области, входит в общину Опака. Население составляет 2491 человек (2022). Близ города Опака обнаружена не тронутая грабителями древняя фракийская гробница. Это часть комплекса курганов. В ней похоронен кремированный сановник II в. до н. э.

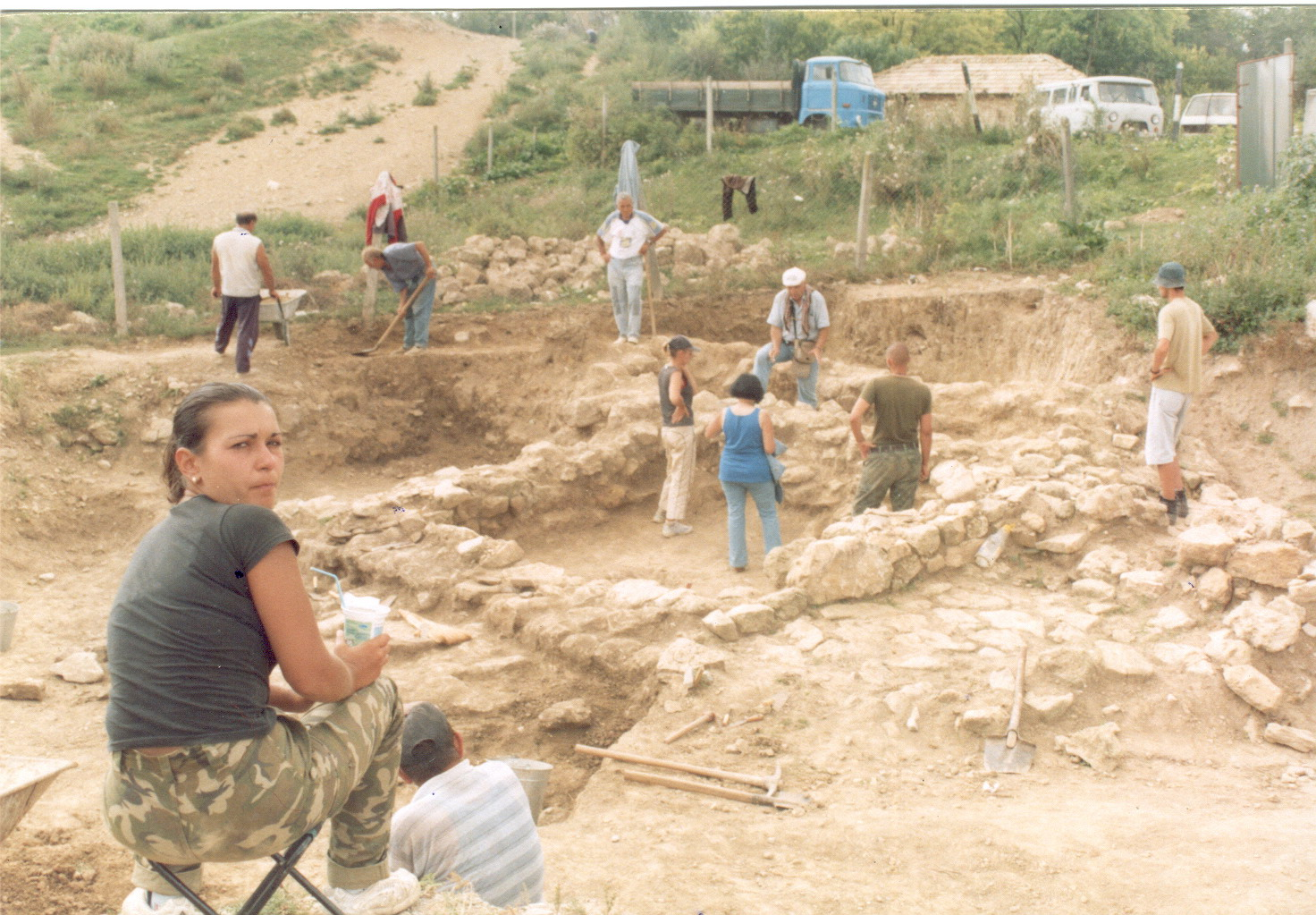
Раскопки средневекового некрополя в Опака

Опака известна по многочисленным стычкам российских войск 13-го армейского корпуса с турками осенью 1877 года в ходе русско-турецкой войны 1877—1878 гг.. После потери российскими войсками Карахасанкиоя появилась угроза прорыва турок между Гагово и Горско-Абланово. Вечером 18 августа в Опаку был отправлен из Гагово дивизион Атаманского лейб-гвардии полка, а 19 августа три роты Нежинского 137-го пехотного полка и два орудия. Отряд укрепился у выхода из ущелья к Кара-Лому и имел беспрерывные перестрелки с турками, занявшими высоты правого берега Кара-Лома. 22 августа у Опаки сосредоточился Нежинский 137-й пехотный полк с дивизионом Атаманского лейб-гвардии полка и 6 орудиями. Правый берег был занят частью дивизии Сабита-паши. 25 августа отряду приказано отступить на Бялу. 26 августа Опака была занята турками. По отступлении Мехмеда Али-паши за Кара-Лом, в Опаке был оставлен турецкий пост, но 28 сентября Опака была занята сотней Донского 8-го казачьего полка. С половины октября Опака, в которой болгары оставили громадные запасы зернового хлеба и фуража, стала яблоком раздора между передовыми отрядами 13-го армейского корпуса и д-зией Салиха-паши, что привело к стычкам фуражировочных партий с обеих сторон. В это время село Опака занималось российскими небольшими отрядами, под прикрытием которых из села вывозились запасы. 13 ноября против Опаки обнаружилось наступление противника с правого берега Кара-Лома. Из турецкой дивизии Салиха-паши двинуты были против Опаки 2 батальона, 3 эскадрона и 2 орудия. Неприятель, перейдя Кара-Лом, не двинулся прямо к Опаке, а направил 2 роты в обход левого фланга российского отряда (1 рота и 3 сотня) и 4 роты в обход правого фланга. Перед фронтом залегли 2 роты. Сама местность благоприятствовала охвату, предпринятому турками. Опасаясь окружения, начальник российского отряда, войсковой старшина Даниил Дукмасов в 9 часов утра приказал отходить на лесистые высоты, прилегавшие к Опаке с запада и находившиеся в двух километрах от села. Турки, заняв Опаку, далее не пошли, а в четыре часа дня, вследствие неудачного дела у села Паламарца, отошли. После этого Опака занята сотнею Донского 8-го казачьего полка до самого перехода Рущукского отряда в наступление к Разграду.

## Политическая ситуация
Кмет (мэр) общины Опака — Лютфи Реянов Рюстемов, член партии Движение за права и свободы (ДПС), избранный по результатам выборов в правление общины.